# ناثانيل نايلز
ناثانيل نايلز (بالإنجليزية: Nathaniel Niles)‏ هو لاعب كرة مضرب أمريكي، ولد في 5 يوليو 1886 في بوسطن في الولايات المتحدة، وتوفي في 11 يوليو 1932 في بروكلين في الولايات المتحدة.

## وصلات خارجية
- ناثانيل نايلز على موقع رابطة محترفي التنس (الإنجليزية)
- ناثانيل نايلز على موقع أرشيف التنس.كوم (الإنجليزية)
- ناثانيل نايلز على موقع أوليمبيديا (الإنجليزية)